# 1241
سنة 1241 كانت سنة بسيطة تبدأ يوم الثلاثاء (الرابط يظهر نموذج التقويم الكامل للسنة) من التقويم اليولياني.

## مواليد
- فاسيلي ياروسلافيتش.

## وفيات
- أوقطاي خان.
- سنوري سترلسون.
- إيفان آسين الثاني.
- بابا عشق.
- رشيد الدين الصوري.
- سلستين الرابع.
- غريغوري التاسع.
- فالديمار الثاني.